# (4035) Thestor
(4035) Thestor est un astéroïde troyen de Jupiter.

## Description
(4035) Thestor est un astéroïde troyen de Jupiter. Il fut découvert le 22 novembre 1986 à Toyota par Kenzo Suzuki et Takeshi Urata. Il présente une orbite caractérisée par un demi-grand axe de 5,284 UA, une excentricité de 0,056 et une inclinaison de 12,1323° par rapport à l'écliptique.

## Compléments